# Abdullah bin Mutaib Al Saud
Abdullah bin Mutaib bin Abdullah Al Saud (Londres, 13 de outubro de 1984) é um ginete saudita, especialista em saltos, medalhista olímpico, membro da Casa de Saud.

## Carreira
Abdullah bin Mutaib bin Abdullah Al Saud representou seu país nos Jogos Olímpicos de 2008 e 2012, na qual conquistou a medalha de bronze nos saltos por equipes.